# Rufino (prefetto del pretorio)
Rufino (latino: Rufinus; fl. 431-432) è stato un Prefetto del pretorio d'Oriente, una delle cariche più importanti dell'Impero romano d'Oriente.
Rufino era un parente dell'imperatore Teodosio II. Due lettere di Isidoro di Pelusio ne attestano la carica di prefetto nel marzo 431 e nel marzo 432. Fu probabilmente il successore di Antioco Chuzon alla Prefettura d'Oriente.